# Eparchie čistopolská
Eparchie Čistopol je eparchie ruské pravoslavné církve nacházející se v Rusku.

## Území a titul biskupa
Zahrnuje správní hranice území Aksubajevského, Alexejevského, Alkejevského, Nižněkamského, Novošešminského, Nurlatského, Spasského, Čeremšanského a Čistopolského rajónu republiky Tatarstán.
Eparchiálnímu biskupovi náleží titul čistopolský a nižněkamský.

## Historie
Dne 1. března 1899 byl rozhodnutím Nejsvětějšího synodu zřízen čistopolský vikariát kazaňské eparchie.
Po roce 1935 již nebyl obsazen.
Dne 6. června 2012 byla rozhodnutím Svatého synodu zřízena z části území kazaňské eparchie nová eparchie čistopolská. Stala se součástí nově vzniklé tatarstánské metropole.

## Seznam biskupů

### Čistopolský vikariát kazaňské eparchie
- 1899–1900 Antonij (Chrapovickij)
- 1900–1905 Alexij (Molčanov)
- 1905–1905 Feodosij (Oltarževskyj)
- 1905–1912 Olexij (Dorodnicyn)
- 1912–1913 Anastasij (Alexandrov)
- 1913–1922 Anatolij (Grysjuk) svatořečený mučedník
- 1922–1929 Ioasaf (Udalov) svatořečený mučedník
- 1934–1935 Andrej (Solncev)

### Čistopolská eparchie
- - 2012–2015 Anastasij (Metkin) dočasný správce
- 2015–2019 Parmen (Ščipelev)
  - 2019–2019 Feofan (Ašurkov) dočasný správce
- 2019–2021 Ignatij (Grigorjev)
  - 2021–2023 Kirill (Nakoněčnyj) dočasný správce
- od 2023 Pachomij (Bruskov)